# Limba prusacă veche
Limba prusacă (sau prusiană) veche este o limbă indo-europeană din ramura baltică, care astăzi este moartă. A fost vorbită de locuitorii regiunii care ulterior s-a numit Prusia Răsăriteană, și în părțile de est ale Pomeraliei, în Polesia, Voievodatul Podlasia. 
Limba prusacă veche a fost îndeaproape legată de celelalte limbi slavice de vest moarte, anume lb. curoniană și lb. jatviană (suduviană). Ceva mai îndepărtat este înrudită și cu limbile baltice de est, lituaniana și letona.
Numărul mare de coloniști germani, și refugiați religioși din alte țări (Polonia, Lituania, Franța, Scoția, Anglia, Austria etc.) în timpul reformei protestante, au contribuit la decăderea limbii, prusacii adoptând tot mai mult limbile noilor-veniți, în special cea germană.
Mulți vorbitori se pare că au murit în foametele și în epidemiile de ciumă bubonică care au răvăgit ținuturile rurale ale Prusiei Răsăritene între 1709-1711.
Dialectul regional al limbii germane de jos vorbite în Prusia, anume prusaca de jos, a prezervat unele cuvinte din prusaca veche, precum kurp (de la prusaca veche kurpi) pentru "pantof" (contrastând cu Schuh, în limba germană standard).
Prusaca veche a început să fie scrisă cu alfabetul latin cam din sec. 13 d.C.
| Traducere                | Frază                           |
| ------------------------ | ------------------------------- |
| Limba prusacă            | Prūsiskan                       |
| Bună ziua                | Kaīls                           |
| Bună dimineața           | Kaīls Anksteīnai                |
| La revedere              | Ērdiw                           |
| Mulțumesc                | Dīnka                           |
| Cât ?                    | Kelli ?                         |
| Da                       | Jā                              |
| Nu                       | Ni                              |
| Unde este WC-ul ?        | Kwēi ast Spektāstuba ?          |
| Noroc ! (La mulți ani !) | Kaīls pas kaīls aīns per āntran |
| Vorbiți engleza ?        | Bilāi tū Ēngliskan ?            |